# Milagros Paz
Milagros de Jesús Paz Fuenmayor (5 de abril de 1962) es una periodista y política venezolana, diputada de la Asamblea Nacional por el circuito 3 del estado Sucre y el partido Primero Justicia.

## Carrera
Milagros egresó como licenciada en comunicación social de la Universidad del Zulia. Ha sido coordinadora regional del partido Primero Justicia en el estado Sucre, y en 2015 denunció la inhabilitación de María Corina Machado como diputada. Paz fue electa como diputada por la Asamblea Nacional por el circuito 3 del estado Sucre para el periodo 2016-2021 en las elecciones parlamentarias de 2015 en representación de la Mesa de la Unidad Democrática por el partido Primero Justicia. Ha sido integrante de la Comisión Permanente de Energía y Petróleo y de la Comisión Permanente de Recursos Naturales y Cambio Climático.